# Departamento Lules
Das Departamento Lules liegt im Zentrum der Provínz Tucumán im Nordwesten Argentiniens und ist eine von 17 Verwaltungseinheiten der Provinz. Es grenzt im Norden an die Departamentos Tafí Viejo, Yerba Buena und Capital, im Osten an die Departamentos Cruz Alta und Leales, im Süden an das Departamento Famaillá und im Westen an das Departamento Tafí del Valle.
Die Hauptstadt des Departamento Lules trägt den Namen San Isidro de Lules und bildet ihr urbanes Zentrum. Andere wichtige Gemeinden sind San Pablo und El Manantial. Letztere gehört zur Agglomeration von Gran San Miguel de Tucumán.

## Wirtschaft
Die Landwirtschaft und ein wachsender industrieller Sektor im Umfeld der Provinzhauptstadt San Miguel de Tucumán bilden die wirtschaftliche Basis des Departamento. In seiner Hauptstadt, San Isidro de Lules, und seiner Umgebung haben sich Textil- und Lebensmittel- (Arcor) und Papierfabriken (Papel Tucumán) angesiedelt.

## Tourismus
Villa Nogués, ursprünglich ein Sommerresort reicher Familien aus Tucumán, hat sich zu einer touristischen Attraktion gewandelt, die eine wachsende Anzahl Touristen anzieht. Erwähnenswert sind auch die Ruinen der Kirche und des Konvents von San José de Lules, die aus dem 17. Jahrhundert stammen und 1944 zum Monumento Histórico Nacional erklärt wurden.

## Städte und Gemeinden
Das Departamento Lules ist in folgende Gemeinden unterteilt:
- El Manantial
- Lules
- San Felipe y Santa Bárbara
- San Pablo y Villa Nougués

Koordinaten: 26° 54′ S, 65° 24′ W